# Johannes Freder der Jüngere

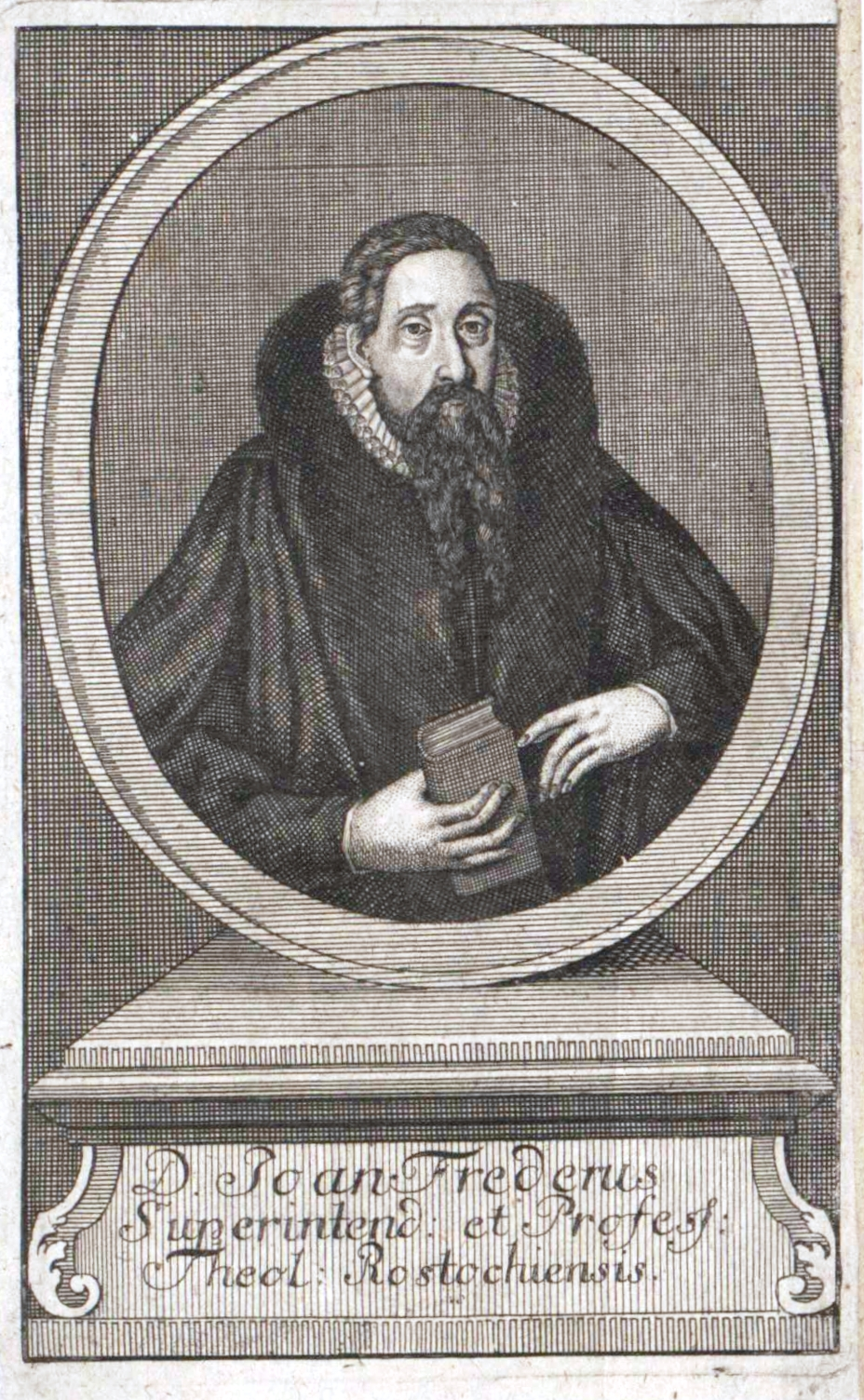
Johannes Freder der Jüngere

Johannes Freder, genannt der Jüngere (* 6. Januar 1544 in Hamburg; † 4. Mai 1604 in Rostock) war ein deutscher Professor für Theologie.

## Leben
Johannes Freder (der Jüngere) war ein Sohn des namensgleichen Theologen Johannes Freder (der Ältere) und dessen Ehefrau Anna, geb. Falcke.
Er besuchte Schulen in Stralsund, Greifswald und Wismar. 1562 immatrikulierte er sich an der Universität Rostock. 1567 erlangte er den Grad des Magisters artium; ein Jahr später wurde er zum Rektor der Domschule Güstrow ernannt. 1572 wurde Freder zum Professor für christliche Katechese am Pädagogium Rostock berufen. Ein Jahr später heiratete er die Tochter Margarete des Rostocker Professors David Chyträus und dessen Ehefrau Margarete, geb. Smedes († 1571). Im selben Jahr wurde er in die Rostocker Fakultät rezipiert. Am 13. Juli 1587 wurde er zum Dr. theol. promoviert. 1591 zum Superintendenten des Rostocker Kirchenkreises gewählt, wurde Freder ein Jahr später auch Professor für Theologie an der Universität Rostock.
1584 und 1600 war er Rektor der Universität Rostock, 1594 Vizerektor.